# Józef Brzeziński (pilot)
Józef Brzeziński (ur. 3 lipca 1909 w Suwałkach, zginął 15 marca 1942 w Bolt Head) – major pilot Polskich Sił Powietrznych, organizator i dowódca 151. eskadry myśliwskiej, dowódca dywizjonu 317.

## Życiorys
Syn Piotra i Anny z domu Dojnikowska. W 1930 r. zdał egzamin maturalny i zgłosił się do służby w Wojsku Polskim. Po szkoleniu unitarnym został przyjęty do Szkoły Podchorążych Lotnictwa. Naukę w SPL zakończył w 1932 r. z 17. lokatą i specjalnością obserwatora, został przydzielony do służby w 54. eskadrze liniowej. W kolejnych latach służył w 51. eskadry liniowej oraz 53. eskadrze towarzyszącej. W 1934 r. w Centrum Wyszkolenia Oficerów Lotnictwa przeszedł szkolenie pilotażowe, które uzupełnił rok później na kursie wyższego pilotażu w Grudziądzu. Otrzymał przydział do 143. eskadry myśliwskiej. W grudniu 1935 r., podczas ćwiczebnej walki powietrznej, zderzył się z myśliwcem PZL P.7 z 3. pułku lotniczego ale zdołał wylądować na uszkodzonej maszynie. Za swe umiejętności pilotażowe został wyróżniony pochwałą dowódcy pułku w rozkazie dziennym z 11 grudnia. W 1936 r. został awansowany na stopień porucznika. Jesienią 1937 r. powierzono mu zadanie organizacji 151. eskadry myśliwskiej, nad którą objął dowództwo. 
Po wybuchu II wojny światowej ze swoją jednostką walczył w składzie lotnictwa SGO „Narew”. Po agresji ZSRR na Polskę przekroczył granicę z Rumunią i przedostał się do Francji. Jako doświadczony pilot myśliwski został w styczniu 1940 r. zakwalifikowany na szkolenie myśliwskie w Montpellier. Po jego ukończeniu w marcu objął dowództwo nad polskim kluczem nr 5 w GC 1/2. 16 maja brał udział w przechwyceniu i zestrzeleniu bombowca He 111, ale zwycięstwo zaliczono lecącym z nim pilotom francuskim. Z powodu problemów zdrowotnych w maju trafił do szpitala i nie brał udziału w dalszych walkach pod niebem Francji. 
Po upadku Francji został ewakuowany do Wielkiej Brytanii. Zgłosił się do służby w Polskich Siłach Powietrznych, otrzymał numer służbowy RAF P-1466. Początkowo latał w dywizjonie 306, następnie został przeniesiony do dywizjony 317, gdzie 12 listopada 1941 r. objął stanowisko dowódcy.
15 marca 1942 r. wracając z lotu eskortowego nie był w stanie zlokalizować swojego macierzystego lotniska w Exeter z powodu mgły i został skierowany do bazy RAF Bolt Head. Podczas poszukiwania lotniska zderzył się z nabrzeżnymi skałami i zginął na miejscu. Został pochowany w kwaterze wojennej na Exeter Higher Cemetery (sekcja ZK, grób 52).

## Ordery i odznaczenia
Za swą służbę otrzymał odznaczenia:
- Krzyż Walecznych – dwukrotnie,
- Medal Lotniczy – dwukrotnie,
- Polowa Odznaka Pilota.